# Струнино
Струнино (на руски: Струнино) е град в Русия, разположен в Александровски район, Владимирска област. Населението на града към 1 януари 2018 година е 13 094 души.